# ライヴェス
ライヴェス（伊: Laives ; 独: Leifers ライファース）は、イタリア共和国トレンティーノ＝アルト・アディジェ州ボルツァーノ自治県にある、人口約18,000人の基礎自治体（コムーネ）。

## 地理

### 位置・広がり
ボルツァーノ自治県南部に位置する。

#### 隣接コムーネ

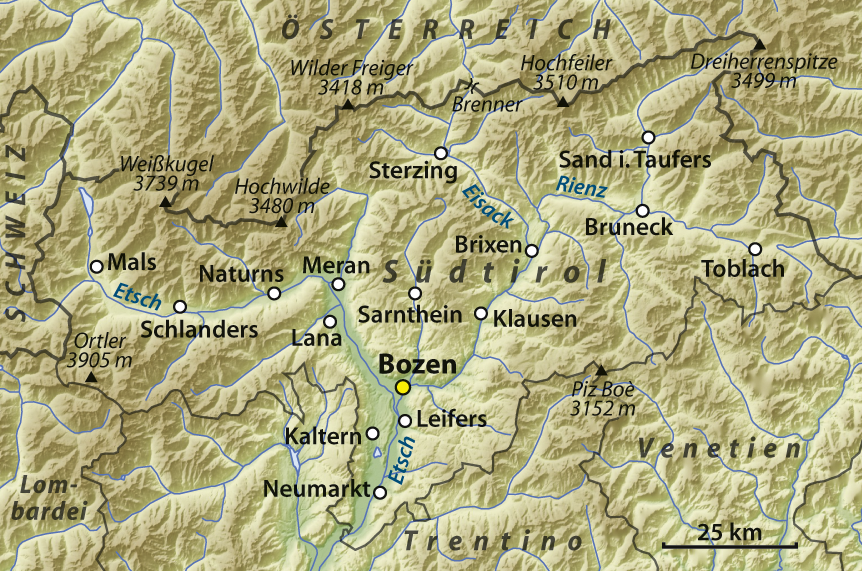
ボルツァーノ/南チロル自治県地図（地名はドイツ語表記）

隣接するコムーネは以下の通り。
- ボルツァーノ
- ブロンツォーロ
- ノーヴァ・ポネンテ
- ヴァーデナ

## 行政

### 分離集落
ライヴェスには、以下の分離集落（フラツィオーネ）がある。
- Laives città (Stadt Leifers), Pineta (Steinmannwald), San Giacomo (Sankt Jakob)

## 住民

### 言語
| 言語集団調査（2011年） | 言語集団調査（2011年） | 言語集団調査（2011年） | 言語集団調査（2011年） | 言語集団調査（2011年） |
| ---------------------- | ---------------------- | ---------------------- | ---------------------- | ---------------------- |
|                        |                        |                        |                        |                        |
| ドイツ語               | ドイツ語               |                        | 27.99%                 | 27.99%                 |
| イタリア語             | イタリア語             |                        | 71.50%                 | 71.50%                 |
| ラディン語             | ラディン語             |                        | 0.51%                  | 0.51%                  |

2011年に行われた、住民がドイツ語・イタリア語・ラディン語のいずれの「言語集団」に属するかの調査によれば（ボルツァーノ自治県#言語集団調査参照）、住民の約72%がイタリア語話者、約28%がドイツ語話者である。